# SN 2007rn
SN 2007rn – supernowa typu Ia odkryta 4 listopada 2007 roku w galaktyce A235801-0044. W momencie odkrycia miała maksymalną jasność 22,80m.